# Tante Bines Testamente
Tante Bines Testamente er en dansk stum romantisk komediefilm fra 1912 produceret af Nordisk Films Kompagni og instrueret af Eduard Schnedler-Sørensen efter manuskript af Armin Cyliax.
Filmens dansk premieredato er ukendt. Den blev vist i Biograf-Theatret sammen med filmene Journalistens Triumf og Uglspil som Læredreng. Den blev i tysktalende lande distribueret som Tante Bines Testament og i fransktalende lande som Le testament de la tante Eudoxie.

## Handling
Den gamle sære tante Bine har skrevet testamente. Da hun dør og testamentet åbnes, ser hendes nevø og hendes niece, at de skal arve hele den store formue, men betinget af, at de gifter sig med hinanden. Niece Lotte ønsker på ingen måde at gifte sig med sin fætter Joseph, som hun aldrig har set. Lotte har nemlig til et maskebal en ung mand som hun har givet sit hjerte. Det viser sig, at den unge mand fra maskeballet netop er fætteren, og fætter og kusine bliver lykkelig gift.

## Medvirkende
- Ebba Thomsen
- Amanda Lund
- Henry Seemann
- Christian Schrøder
- Hilmar Clausen